# Steatoda trianguloides
Steatoda trianguloides är en spindelart som beskrevs av Levy 1991. Steatoda trianguloides ingår i släktet vaxspindlar, och familjen klotspindlar.
Artens utbredningsområde är Israel. Inga underarter finns listade i Catalogue of Life.